# Каррон (река, впадает в залив Лох-Каррон)
Каррон (англ. Carron, гэльск. Carrann) — река в Шотландии на юго-западе Хайленда в Уэстер-Россе. Протекает по Северо-Шотландскому нагорью. Впадает в залив Лох-Каррон. Длина реки составляет 23 км, площадь бассейна — 137,8 км².

## Течение

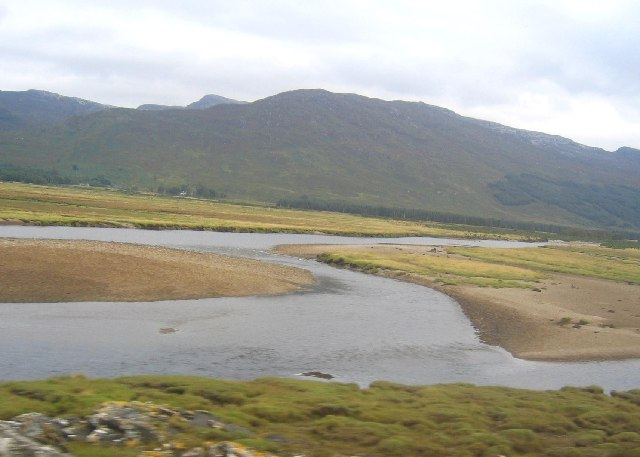
Река Каррон перед впадением в залив Лох-Каррон

Река Каррон берёт начало в Ледгованском лесу в Карронском болоте и, проделав начало своего пути через болото, приблизительно через 1 милю (1600 м) от истока вливается в озеро Лох-Скавен, через которое течет также на протяжении одной мили. За озером Лох-Скавен начинается долина Каррона (она же Глен-Каррон).
Река течет, извиваясь, через долину Глен-Каррон на протяжении 19 км. Значительную часть долины занимает Ахнашеллахский лес, являющийся важным источником питания реки. Через лес протекают также основные притоки реки Каррон, реки Лаир и Фионн-Абхаин. Через 12 км после выхода из озера Лох-Скавен река Каррон вливается в озеро Лох-Дугхайл, через которое течет на протяжении 2,2 км. Покинув его, приблизительно через 4 км река Каррон впадает в залив Лох-Каррон Атлантического океана возле деревни Страткаррон.
Вода реки Каррон отличается высокой чистотой, в верхнем течении реки маркируется одним из высших показателей в классификации чистоты рек Шотландии — A1. Ниже впадения реки Фионн-Абхаин это показатель, вследствие сельскохозяйственной деятельности в долине Каррона, несколько снижается до A2, тем не менее оставаясь достаточно благоприятным для обитания речной фауны.

## Фауна реки Каррон
Основной вид рыбы, обитающей в реке Каррон — это непроходная ручьевая форель. В нижнее течение реки и в залив Лох-Каррон заходит проходная форель и атлантический лосось. Также в реке водятся угорь, арктический голец, минога и гольян. В водах реки Каррон и озерах ее системы также водится речная выдра.
Уже в середине XIX века отмечалось падение уловов форели и лосося, однако катастрофическое падения вылова случилось в конце 1990-х гг., его даже назвали локальным вымиранием лососевых в Карроне. Причиной тому, по мнению ученых, явились избыточные осадки в конце 1990-х гг, приведшие к паводкам на реке, усилению течения и вымыванию песка и гравия вместе с икрой, которую лососевые к тому моменту откладывали, тем самым несколько лет эти виды рыб оставались без потомства. Начиная с 2000 года в течение пяти лет проводился запуск искусственно разведённых мальков лосося и форели в Каррон, благодаря чему уже в 2005 году уловы атлантического лосося вернулись к показателям начала 1990-х гг., а уловы форели значительно их превзошли. Дополнительным свидетельством увеличения популяции лососевых стало увеличение в долине Каррона численности птиц, питающихся рыбой — зимородка, питающегося в основном мальками, и скопы, питающейся взрослой рыбой. В настоящее время проводится мониторинг численности лососевых, и при необходимости происходит выпуск мальков в Каррон.